# Hl. Maximilian Kolbe (Gera)

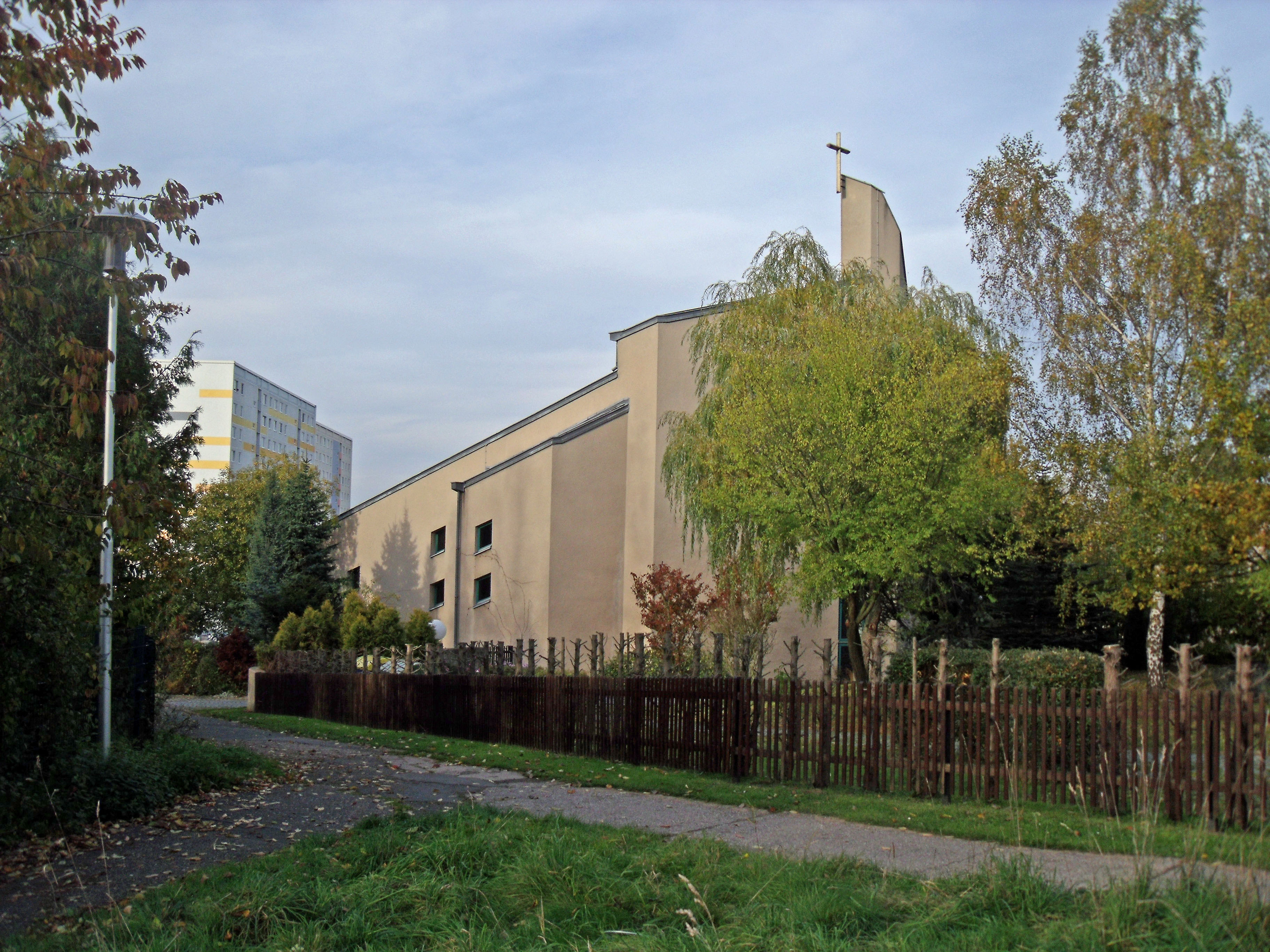
Kirche

Die Kirche Heiliger Maximilian Kolbe ist die römisch-katholische Kirche in Lusan, dem einwohnerreichsten Stadtteil von Gera, einer kreisfreien Stadt in Thüringen. Das nach dem heiligen Maximilian Kolbe benannte Gotteshaus ist eine Filialkirche der Pfarrei St. Elisabeth mit Sitz in Gera, im Dekanat Gera des Bistums Dresden-Meißen.

## Geschichte

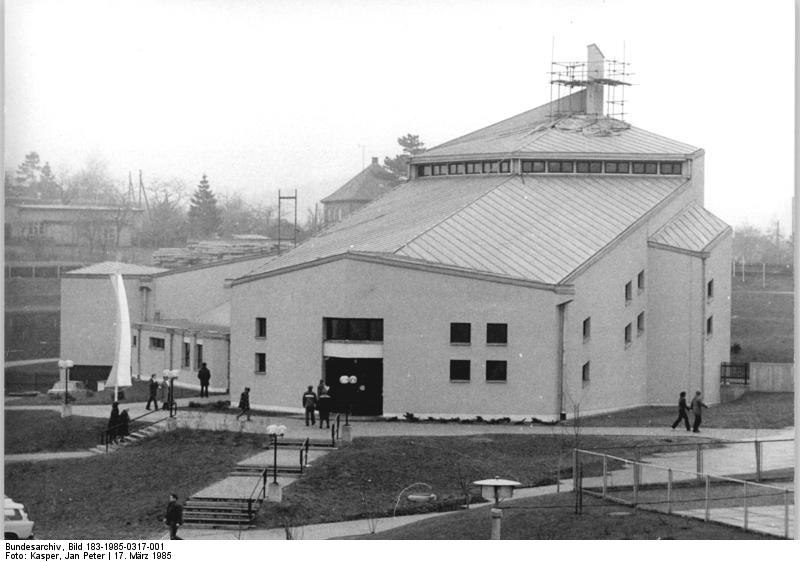
Kirche am Tag ihrer Einweihung (1985)

Im durch die 1533 eingeführte Reformation protestantisch geprägten Gera kam es 1894 wieder zur Gründung einer römisch-katholischen Kirchengemeinde, für die 1903 die St.-Elisabeth-Kirche eingerichtet wurde. Infolge der Flucht und Vertreibung Deutscher aus Mittel- und Osteuropa 1945–1950 vergrößerte sich die Zahl der Katholiken in Gera und den umliegenden Ortschaften so stark, dass im Süden von Gera, in Zwötzen, 1953 eine Lokalie (Filialgemeinde) der Pfarrei St. Elisabeth eingerichtet wurde. Ihre Gottesdienste fanden mangels einer eigenen Kirche in evangelischen und neuapostolischen Kirchen statt. 1962 konnte in der Langen Straße eine Marienkapelle eingeweiht werden, 1965 folgte ein Gemeindehaus. 1970 erfolgte die Erhebung der Lokalie zur Pfarrvikarie.
Ab 1972 entstand im benachbarten Stadtteil Lusan das größte Neubaugebiet des Bezirks Gera, bis Ende der 1980er Jahre stieg seine Einwohnerzahl auf 45.000 an. Dadurch verlagerte sich der Schwerpunkt der Seelsorge von Zwötzen nach Lusan.
Am 1. Januar 1978 wurde die Pfarrvikarie zur eigenständigen Pfarrei „Heilig Geist“ Gera-Süd erhoben. 1978 wurde der Pfarrei ein an der Südostecke des Neubaugebietes gelegener Bauplatz zugewiesen, auf dem im September 1982 – finanziert mit einem Kirchenbauprogramm in der DDR – der Bau der Kirche begann. Die Grundsteinlegung erfolgte am 27. Mai 1983 durch Bischof Gerhard Schaffran, das Richtfest wurde am 3. März 1984 gefeiert. Im Dezember 1984 war der Bau fertiggestellt, am 17. März 1985 fand die Kirchweihe durch Bischof Gerhard Schaffran statt. Zur Pfarrei, die nun den heiligen Maximilian Kolbe als Schutzpatron bekam, gehörten damals knapp 2500 Katholiken.
Infolge der Deutschen Wiedervereinigung und dem damit verbundenen Wegfall vieler Arbeitsplätze halbierte sich die Zahl der Katholiken in der Pfarrei. Das hatte zur Folge, dass die Marienkapelle in Zwötzen am 2. Dezember 1991 aufgegeben wurde. In Lusan wurden am 1. September 1990 ein katholischer Kindergarten und am 17. April 1993 ein katholisches Seniorenheim, das nach der heiligen Edith Stein benannt wurde und eine eigene Hauskapelle bekam, eröffnet. 1992 wurde ein Glockenturm errichtet, und 1998 bekam der Kindergarten einen Neubau.
Am 9. Dezember 2018 wurde die heutige Pfarrei St. Elisabeth gegründet, die ihren Sitz an der St.-Elisabeth-Kirche im Zentrum von Gera hat und der die Hl.-Maximilian-Kolbe-Kirche als Filialkirche angeschlossen wurde. Die Pfarrei Gera-Süd wurde in diesem Zusammenhang aufgehoben.

## Architektur
Die Kirche steht auf dem Grundstück Otto-Rothe-Straße 43, sie entstand nach Plänen der Architekten Lothar Gonschor aus Dresden und (Hans?-)Dieter Sachse aus Gera und wurde vom VEB Wohnungsbaukombinat Gera ausgeführt.
Das Gemeindezentrum besteht aus der Kirche und einem Gemeindesaal sowie einem Verbindungsbau, ferner einem Pfarrhaus. Die Buntglasfenster der Kirche sind ein Werk des Künstlers Michael Hofmann. Den heiligen Maximilian Kolbe, den Schutzpatron der Kirche, stellt eine von Elly-Viola Nahmmacher 1987 geschaffene Plastik dar.

## Orgel
Die Orgel wurde am 5. Dezember 1989 eingeweiht. Das vom Alexander Schuke Potsdam Orgelbau als Opus 568 erbaute Instrument hat sechs Register auf einem Manual und Pedal. Die Orgel wurde ursprünglich 1960 von der Werkstatt Alexander Schuke für die Christoffel-Blindenmission in Potsdam erbaut. Nachdem sie dort nicht mehr genutzt wurde, kam sie in die Kirche in Gera. Bis zum Einbau der Orgel wurde in Gera ein Harmonium genutzt.